# Kofan
Kofan is een gemeente (commune) in de regio Sikasso in Mali. De gemeente telt 10.300 inwoners (2009).
De gemeente bestaat uit de volgende plaatsen:
- Djiguenisso
- Dougoupérébougou
- Kafana (hoofdplaats)
- Kankarana
- Kérémena
- Mourasso
- Sinani
- Tapéréla